# ديتر آكر
ديتر آكر (بالألمانية: Dieter Acker)‏ هو ملحن ألماني، ولد في 3 نوفمبر 1940 في سيبيو في رومانيا، وتوفي في 27 مايو 2006 في ميونخ في ألمانيا.

## وصلات خارجية
- ديتر آكر على موقع ميوزك برينز (الإنجليزية)